# Blood (Zeitschrift)
Blood ist eine medizinische Fachzeitschrift für Hämatologie, deren Beiträge ein Peer-Review-Verfahren durchlaufen. Herausgeber ist die American Society of Hematology. Sie wurde 1946 von William Dameshek und Henry M. Stratton gegründet.
Bis 2008 erschienen monatlich zwei Ausgaben. Seit Anfang 2009 wird sie wöchentlich, mit einem Supplement im November eines Jahres, publiziert. Mit 1.280 Artikeln pro Jahr hat das Journal einen Impact Factor von 25,476 (2021). Nach ISI Web of Knowledge wird das Journal mit diesem Impact Factor in der Kategorie Hämatologie an zweiter Stelle (von 78 Zeitschriften) geführt, hinter der Zeitschrift Lancet Hematology. Artikel, die älter als 12 Monate sind, sind frei zugänglich.